# رود لابا
رود لابا (انگلیسی: Laba) یک رودخانه در استان آدیغیه کشور روسیه است.